# O Puritano da Rua Augusta
O Puritano da Rua Augusta é um filme de comédia brasileiro de 1965, dirigido, escrito e estrelado por Mazzaropi.
Contou com a participação de grupos musicais e cantores da época, entre eles The Jordans, Lancaster, Waldyr Mussi e seu Conjunto e Elza Soares, que cantou a música O Neguinho e a Senhorinha, numa das cenas na boate.

## Sinopse
O industrial Punduroso é um pai de família extremamente conservador, que deixa os filhos, a esposa e até mesmo a cunhada loucos com sua mania de manter a moral e os bons costumes em primeiro lugar. Após sofrer um ataque do coração, nada mais vai ser como antes. Ele passa a se comportar como um jovem outra vez, muda o cabelo, as roupas e até o gosto pela música.

## Elenco
- Amácio Mazzaropi - Punduroso
- Marly Marley - Carmem
- Marina Freire - Raimunda
- Elizabeth Hartmann - Filomena
- Edgard Franco - filho de Punduroso
- Augusto César Ribeiro - membro dos ciprianitas
- Zéluiz Pinho - marido de Filomena
- Henricão - chofer de Punduroso
- Gladys - enfermeira de Punduroso
- Júlia Kovach - filha de Punduroso
- Darla - empregada de Punduroso
- Marlene Rocha - membro dos ciprianitas (mulher do soluço)
- Carlos Garcia - filho de Punduroso
- Cláudio Maria - membro dos ciprianitas
- Aristides Marques Ferreira - membro dos ciprianitas
- João Batista de Souza - filho pequeno de Punduroso
- Adalberto Penna - padre
- Elza Soares - cantora da boate

## Locações
O filme teve diversas localizações no estado de São Paulo
- Viaduto do Chá
- Avenida São João
- Avenida 9 de Julho
- Rua Augusta
- Praça da República
- Parque do Ibirapuera
- Guarujá

## Prêmio
- Festival de Santa Rita do Passa Quatro (1966), com premiação especial para Amácio Mazzaropi.[7]